# Liste von Hochschullehrern an der Schwedischen Universität für Agrarwissenschaften Umeå
Hochschullehrer an der Schwedischen Universität für Agrarwissenschaften (Sveriges Lantbruksuniversitet) in Umeå.

## Rektoren

### Direktoren des Forstwissenschaftlichen Instituts (Skogsinstitutet)
- 1828–?: Jakob Vilhelm Sprengtporten
- 1855–1869: Gustaf Segerdahl
- (t.f. 1872) 1892–1904: Gottfrid Holmerz
- 1904–1905?: Karl Fredenberg
- 1906–1915: Anders Wahlgren

### Rektoren der Forstwissenschaftlichen Hochschule (Skogshögskolan)
- 1915–1926: Anders Wahlgren
- 1927–1935: Tor Jonson
- 1937–1947: Gustaf Lundberg
- 1947–1960: Thorsten Streyffert
- 1962-19??: Erik Hagberg
- 1972–1976: Mårten Bendz

Siehe auch:
Liste von Hochschullehrern an der Schwedischen Universität für Agrarwissenschaften